# Timothée de Fombelle
Timothée de Fombelle (Párizs, 1973. április 17. –) francia író és drámaíró.
Napjainkban leginkább egy kétkötetes regény, az Ágrólszakadt Tóbiás miatt vált ismertté. Darabjait (A világítótorony, Örökké táncolok...) rendszeresen játsszák, rendezik és fordítják.

## Életrajza
Timothée de Fombelle 17 évesen színházi társulatot alapított, melynek darabjait ő írta, s rendezte meg úgy, hogy azokat elő lehessen adni.
A Clément Sibony színésszel közösen írt A világítótorony című drámát 2002-ben Súgó Díjjal jutalmazták.
Ezután a regények felé fordult, melyek közül a Gallimard Jeunesse kiadónál megjelent Ágrólszakadt Tóbiás nagy siker ért el. A regényt eddig 23 nyelvre fordították le. Több mint húsz francia és nemzetközi díjat kapott, melyek között megtalálható az angol Marsh Award, az olasz Andersen és a legtöbb jelentős, a francia ifjúsági regényeknek odaítélhető díj. Az Ágrólszakadt Tóbiás magának Tóbiásnak és rokonainak a kalandjait meséli el. Ők egy másfél milliméter magas nép, akik egy erdő-világban élnek. 

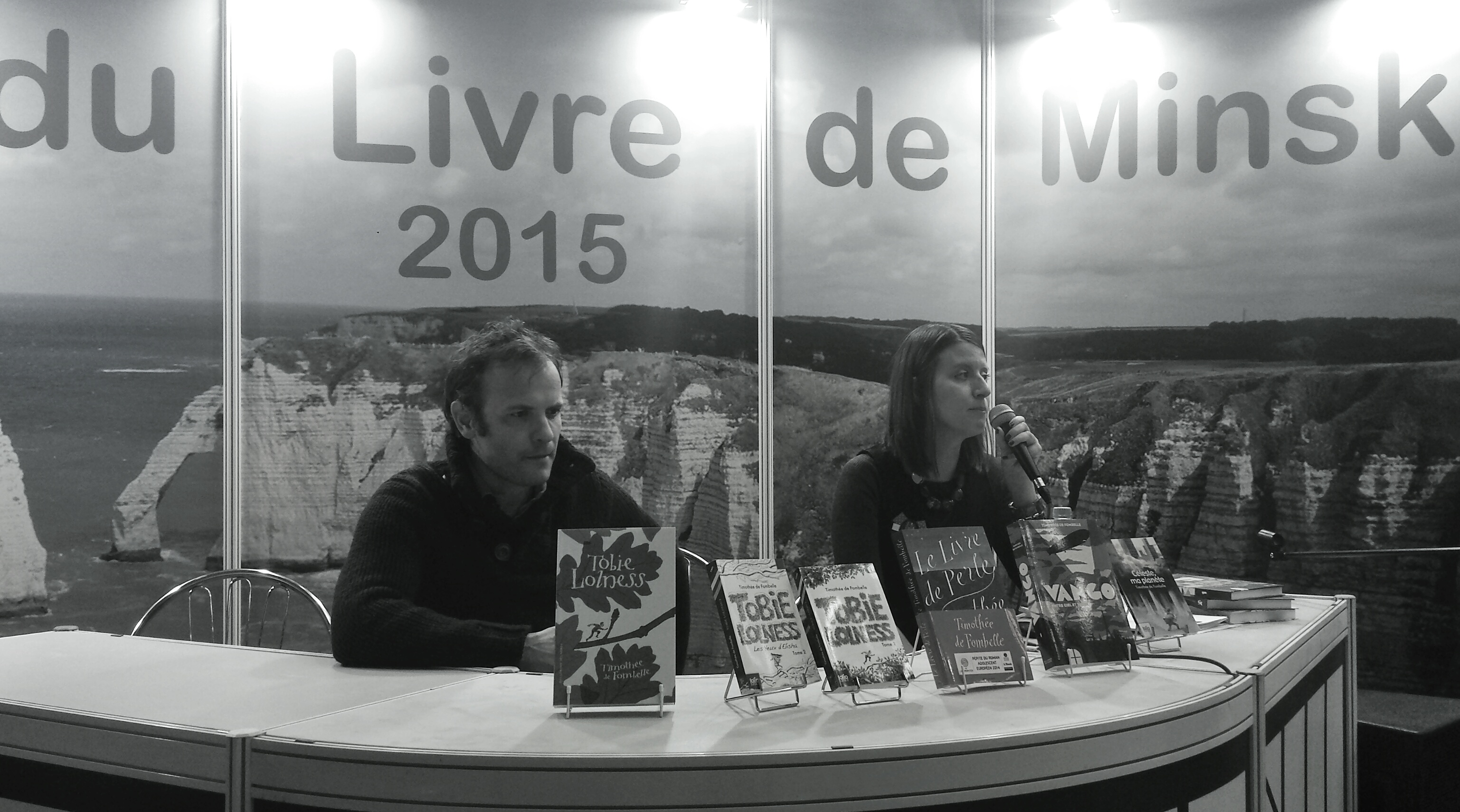
Timothée de Fombelle egy minszki könyvbemutatón 2015-ben

## Bibliográfiája
- 2003 : Örökké táncolok színdarab, kiadta az Actes Sud
- 2006 : Ágrólszakadt Tóbiás, 1. kötet A számkivetett
- 2007 : Ágrólszakadt Tóbiás, 2. kötet: Lilia szeme
- 2009 : Céleste, az én bolygóm (regény)

## Magyarul
- Ágrólszakadt Tóbiás, 1-2.; ford. Pacskovszky Zsolt; Móra, Bp., 2008–2009
  - A számkivetett
  - Lilia szeme
- Vango; ford. Pacskovszky Zsolt; Móra, Bp., 2011–2012
  - Ég és föld között
  - A hazátlan herceg
- Ábrándok könyvtára; ford. Pacskovszky Zsolt; Móra, Bp., 2014
- Perle könyve; ford. Pacskovszky Zsolt; Móra, Bp., 2016

## Elismerések
- Saint-Exupéry-díj 2006
- Tam-Tam-díj 2006
- Prix Sorcières 2006
- Grand Prix de l'Imaginaire 2007
- Prix du Souffleur 2002

## Fordítás
- Ez a szócikk részben vagy egészben  a   Timothée de Fombelle című francia Wikipédia-szócikk ezen változatának fordításán alapul.  Az eredeti cikk szerkesztőit annak laptörténete sorolja fel. Ez a jelzés csupán a megfogalmazás eredetét és a szerzői jogokat jelzi, nem szolgál a cikkben szereplő információk forrásmegjelöléseként.